# Virgilio Leret Ruiz
Vigilio Leret Ruiz (Pamplona, 23 d'agost de 1902 - melilla, 18 de juliol de 1936) va ser un militar, aviador, enginyer i inventor espanyol, que es va mantenir lleial a la República després de l'esclat de la Guerra Civil espanyola, i fou possiblement el primer oficial executat pels revoltats en aquesta guerra. Va participar en la Guerra del Marroc, on va iniciar la seva carrera com a aviador. Parlava àrab i francès. Potser la seva faceta menys coneguda és el seu projecte (el 1935) d'un motor de reacció (denominat mototurbocompresor de reacció contínua) que l'inici de la Guerra Civil li va impedir començar.

## Biografia

### Primers anys i formació militar
Fill del tinent coronel Carlos Leret Úbeda, va néixer el 23 d'agost de 1902 a Pamplona. Va seguir la carrera familiar (militar a Cuba), encara que amb grans inclinacions cap al tècnic. Als quinze anys va entrar en l'Acadèmia d'Infanteria de Toledo, on es va graduar com alferes el 8 de juliol de 1920. Poc després va ser destinat al Regiment del Serrallo núm. 69, amb base a Ceuta.

### Guerra del Marroc
Va participar en la campanya del Marroc entre 1920 i 1924, lluitant contra els rebels acabdillats per Muley Ahmed al-Raisuli i Abd-el-Krim. Entre moltes altres accions, va prendre part en l'ocupació de Xauen i en el Desembarcament d'Alhucemas. Va suportar heroicament, al costat de 20 dels seus soldats, el dur setge imposat durant 21 dies pels rifenys al blocaus que defenien. Per aquestes dates va aprendre àrab i francès.
La seva campanya com a aviador la va iniciar a Àfrica, el 1925, on va romandre fins a 1927. Durant aquest temps va formar part del 2n grup d'Esquadrilla de la Zona Occidental, del 5è Grup Expedicionari i de l'Esquadrilla Breguet-Rolls. Durant el desembarcament d'Alhucemas, el seu avió va ser abatut i, després de caminar 24 hores per territori enemic, va aconseguir salvar la seva vida arribant a peu a la zona francesa del protectorat marroquí, situada a una gran distància. El 1929, després de 5 anys d'estudi, va obtenir el títol d'Enginyer Lliure Mecànic Electricista, amb la més alta qualificació. Estava totalment bolcat en l'exèrcit i en els seus projectes, però també tenia temps per tocar el violí i per escriure ficció, signant amb el pseudònim El Caballero del Azul. Aleshores la Guerra del Rif havia finalitzat i es trobava novament a la península. En paral·lel a aquesta intensa activitat, en la dècada de 1920 va conèixer a Barcelona a qui seria la seva esposa, Carlota O'Neill, madrilenya d'origen mexicà i feminista d'esquerres, que va marcar profundament la seva vida.
A causa de la seva activitat militar al Marroc, va ser recompensat tres vegades: el 1922 i, més tard, 1927 i 1929 amb la Creu de Primera Classe amb el distintiu vermell. El rei Alfons XIII el va nomenar Cavaller de Primera Classe de l'Orde del Mèrit Militar. De les seves condecoracions, la primera ho fou per les seves actuacions a terra, mentre que la segona i la tercera foren per les seves actuacions heroiques en l'aire.

### Segona República
El 1930 es trobava destinat a Getafe quan va esclatar a Jaca, el 12 de desembre, la revolta republicana de Fermín Galán i García Hernández. El dia 15, un nou intent de pronunciament republicà va tenir lloc a Getafe, protagonitzat per Ramón Franco, Hidalgo de Cisneros i Queipo de Llano. Els oficials, Leret inclòs, van sol·licitar del cap de la base que se'ls permetés no disparar contra els seus companys revoltats. Això va fer que fossin també acusats de rebel·lió militar, mentre que els tres nomenats van fugir a Portugal (i després a París), la resta va passar a detenció pels últims dirigents de la Monarquia. Leret va entrar a la presó però seria per poc temps, perquè el 14 d'abril de 1931 es va proclamar la Segona República Espanyola i serà immediatament amnistiat.
Entre 1931 i 1932 va estar present en diverses destinacions militars, sent destinat al juny de 1932 a la Base d'hidroavions d'El Atalayón, situada prop de Melilla, a la vora de la Mar Chica. El 1934 va formar part de l'Esquadrilla Dornier, que va donar la volta a Espanya. En aquest mateix any, un decret del Govern (ja durant el bienni radical-cedista) obligava a declarar als militars «que no pertanyien a cap societat política i/o sindical». Leret va declarar no pertànyer a cap partit ni sindicat. Quan va esclatar la Revolució d'Astúries, a l'octubre del 1934, un legionari va declarar en un mitjà: «mentre existeixi la Legió no entrarà el comunisme a Espanya». En sentir aquesta declaració, Virgili escriu una carta al general cap de la circumscripció oriental del Protectorat, Manuel Romerales, preguntant si s'havia derogat el decret de no pertinença a societats polítiques. El general Romerales va ordenar l'arrest de Leret i la incoació d'expedient judicial.
Durant el temps en què va estar arrestat va projectar un motor que va patentar el 28 de març de 1935 al Registro de la Propiedad Industrial de Madrid amb el número 137.729, i el nom d'Un mototurbocompresor de reacción continua como propulsor de aviones, y en general de todo tipo de vehiculos. El govern d'Azaña el tenia previst fabricar-lo durant l'any 1936, però l'esclat de la Guerra Civil espanyola, no va permetre dur a terme el projecte.

### Cop d'estat de juliol de 1936
El 17 de juliol de 1936 exercia la prefectura accidental de la Base d'Hidroavions d'El Atalayón. En iniciar-se la revolta a Melilla que donaria origen a la Guerra Civil espanyola va defensar la base de l'atac del 2n Esquadró del Tabor de Cavalleria de Regulars, al comandament del capità Corbalán. Durant aquest atac, el foc de Leret i els seus homes va causar la mort d'un sergent i un soldat marroquins de la unitat atacant, que foren els primers morts de la guerra civil espanyola. Davant la resistència de la base, el 2n Tabor d'Infanteria de Regulars, al comandament del comandant Mohamed ben Mizzian, va interrompre la seva marxa cap a Melilla per cooperar en l'assalt, però abans que aquest es reprengués Leret i els seus homes es van rendir, davant l'evident desproporció de forces. Segons els revoltats, va ser fet presoner i el van traslladar al fort de Rostrogordo on va ser afusellat el 18 de juliol de 1936, en companyia de dos alferes d'aviació que s'havien significat en la defensa de la base.
No obstant això, l'informe oficial era fals i es va saber més tard per un informe secret d'un tinent revoltat que Leret havia estat passat per les armes "a l'alba del 18 de juliol, seminu i amb un braç trencat", juntament amb els alferes Armando González Corral i Luis Calvo Calavia. En reconeixement del seu full de serveis i a la seva heroica resistència a Melilla, el govern de la República, ho va ascendir, a títol pòstum, al grau de comandant.
La seva esposa Carlota, que havia desenvolupat la seva trajectòria feminista com dramaturga i com a directora del periòdic Nosotras, va ser detinguda, com moltes altres filles i dones de republicans, i separada de les seves filles, Carlota i Mariela. Va ser jutjada per un tribunal militar divuit mesos després de la seva detenció i condemnada a sis anys de presó, per saber rus, per subversiva i per la seva responsabilitat en els actes del seu marit. Estant a la presó va rebre els plànols del projecte, va aconseguir treure'ls i amagar-los, i un cop alliberada el 1941 els va lliurar a James Dickson, agregat aeri de l'Ambaixada del Regne Unit, que llavors estaven involucrats en la Segona Guerra Mundial. El primer avió de reacció anglès va volar el 1942. Va haver de fer grans esforços per recuperar la custòdia de les seves dues filles, abans de marxar a Veneçuela amb el coneixement de les autoritats franquistes i després a Mèxic. Allí va escriure Una mujer en la guerra de España, narrant la seva experiència. La famìlia de Virgilio a Espanya ha denunciat públicament les falsedats d'aquest llibre mostrant documentació oficial.
El març de 2011 es va estrenar un documental sobre la figura de Leret, dirigit pel periodista pamplonés Mikel Donazar i produït per ETB, la Fundació Aena i la Universitat Pública de Navarra, amb el títol Virgilio Leret, el caballero del azul, en referència al pseudònim usat per Leret en les seves obres de ficció.

## Funcionament del motor Leret
Segons es pot apreciar en el dibuix en la secció que apareix en el llibre de referència, s'aprecia un ventilador compressor que introdueix aire en cambres de combustió, que acaben en toveres d'escapament. També s'aprecia que les cambres de combustió van seguides de 3 turbines la primera de tres etapes, la segona de dos i la tercera d'una que van muntades sobre una carcassa que actua sobre un tren epicicloïdal que actua sobre el ventilador del principi. Tot axó carenat per una altra carcassa exterior. O sigui que és un turboreactor pensat una mica abans que aquest sigui inventat.